# Telhara
Telhara è una città dell'India di 18.906 abitanti, situata nel distretto di Akola, nello stato federato del Maharashtra. In base al numero di abitanti la città rientra nella classe IV (da 10.000 a 19.999 persone).

## Geografia fisica
La città è situata a 21° 1' 37 N e 76° 50' 20 E e ha un'altitudine di 273 m s.l.m..

## Società

### Evoluzione demografica
Al censimento del 2001 la popolazione di Telhara assommava a 18.906 persone, delle quali 9.773 maschi e 9.133 femmine. I bambini di età inferiore o uguale ai sei anni assommavano a 2.555, dei quali 1.312 maschi e 1.243 femmine. Infine, coloro che erano in grado di saper almeno leggere e scrivere erano 13.970, dei quali 7.828 maschi e 6.142 femmine.